# David Adger
David Adger (IPA: [ˈdeɪvɪd ˈædʒə]) (Kirkcaldy, Fife, Skócia, 1967. szeptember 23. –) skót nyelvész. A Londoni Mária Királyné Egyetem (Queen Mary University of London) tanszékvezető egyetemi tanára. A chomskyánus generatív nyelvtan minimalista elméleti keretében végzett kutatásait a skót gael nyelv modern vizsgálataira is felhasználta.

## Életpályája

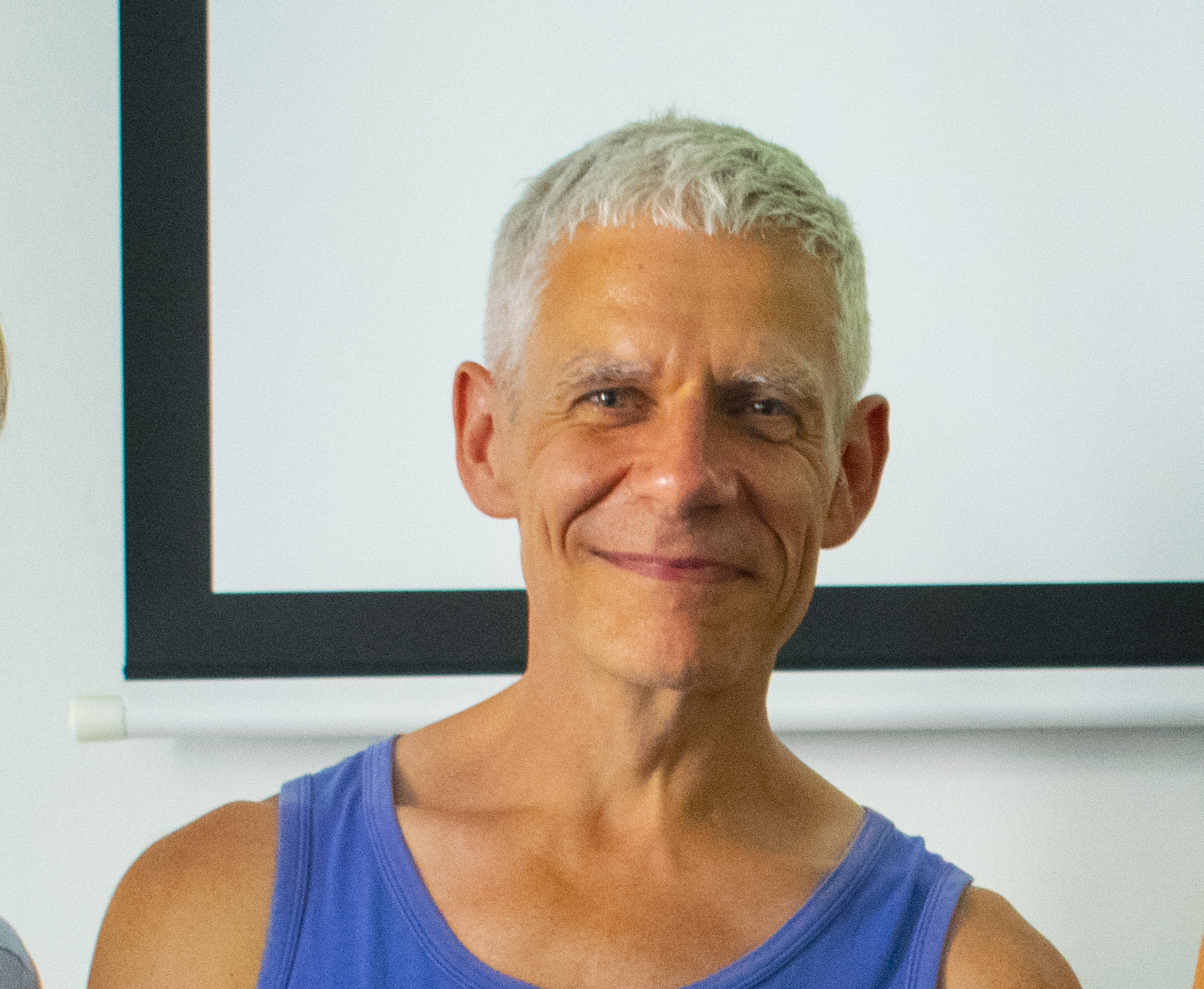
A férje, Anson William Mackay földrajztudós

Adger 1967. szeptember 23-án született a Fife megyei Kirkcaldyben, Skóciában. 1989-ben szerzett nyelvészet szakos diplomát, és 1994-ben elnyerte a PhD fokozatot nyelvtudományból az Edinburgh-i Egyetemen. Homoszexualitását nyíltan vállalja, első tudományos konferenciáján az 1980-as évek végén rózsaszín háromszöget megjelenítő pólóban adott elő.

## Szervezeti tagságok
- Linguistics Association of Great Britain (LAGB), elnök, 2015

## Művei

### Könyvei
- Adger, D (2013) A Syntax of Substance. Cambridge, MA: MIT Press (Linguistic Inquiry Monographs). (189pp)
- Adger, D. (2003) Core Syntax. Oxford University Press: Oxford. (425pp)

### Cikkei
- Adger, D (2017) “Restrictiveness Matters”. Psychonomic Bulletin and Review. 24(1), 138-139
- Adger, D (2011) “Clefted Situations: a note on expletives in Scottish Gaelic clefts” in A. Carnie (ed) Formal Approaches to Celtic Linguistics, Cambridge: Cambridge Scholars Publishing, 3-15.
- Adger, D (2010) “Gaelic Morphology” in M. Watson and M. Macleod (eds) The Edinburgh Companion to the Gaelic Language, Edinburgh University Press, 283-303.
- Adger, D (2010) “Gaelic Syntax” in M. Watson and M. Macleod (eds) The Edinburgh Companion to the Gaelic Language, Edinburgh University Press, 304-351.
- Adger, D. and Ramchand, G. 2006. “Dialect variation in Gaelic relative clauses” in W. McLeod (ed) Rannsachadh na Gàidhlig. Dunedin Academic Press. 1-15.
- Adger, D. 2005 “Fracturing the Adjective: evidence from Gaelic comparatives” in D. Harbour (ed) QMUL Occasional Papers in Linguistics. No 4. QMUL, London.
- Adger, D. and Ramchand, G. 2005 “Merge vs Move: wh-dependencies revisited”. Linguistic Inquiry, 36.2, 161-193.
- Adger, D. 1996 “Aspect, Agreement and Measure Phrases in Scottish Gaelic” in R. Borsley and I. Roberts (eds) The Syntax of the Celtic Languages, Cambridge, Cambridge University Press, 200-222.